# Apuração (jornalismo)
Apuração é a etapa do processo da produção jornalística no qual se busca informações que podem ou não ser empregadas no texto final. A apuração é normalmente associada a matérias, mas qualquer conteúdo jornalístico exige alguma apuração.
Ir até o local dos acontecimentos, buscar documentos, entrevistar fontes, ou realizar pesquisas de qualquer tipo são os métodos de apuração. No caso das matérias jornalísticas, a pauta pode ser considerada o ponto de partida da apuração. No caso dos veículos impressos, o que sucede a apuração é a redação e, idealmente, a confirmação das informações apuradas.
A apuração pode estar associada a checagem dos fatos,e é o que difere os jornalistas de todos os outros profissionais envolvidos na elaboração de um jornal. Também é uma maneira de tentar aproximar a informação da verdade jornalística